# Likoma (Insel)
Likoma, auch Isle of Baobab genannt, ist eine kleine Insel im Malawisee. Sie gehört zu Malawi, befindet sich aber als Enklave mit ihrer Nachbarinsel Chizumulu im Hoheitsgewässer von Mosambik.

## Geografie
Likoma zählt verwaltungstechnisch zum Distrikt Likoma, namensgleich mit dem Inselnamen und gehört übergeordnet zur Northern Region. Die Insel liegt nur 5 km vom Festland von Mosambik entfernt. Bis zu Nachbarinsel Chizumulu sind es 10 km und das Festland von Malawi kann in 56 km erreicht werden. Ein Überfahrt zum nächstgelegenen Hafen in Malawi, nach Nkhata Bay braucht etwa 5 Stunden auf der knapp 40 Seemeilen langen Strecke. Likoma ist an seiner schmalsten Stelle gut 2 km breit und misst in der Länge knapp 8 km. Die etwa 15 km² große Insel erstreckt sich in nordöstlicher Richtung entlang der Uferlinie zu Mosambik. Es gibt zwei gleich hohe Erhebungen auf dem Eiland, den Phonombo und den Njakwa Peak. Beide bringen es auf 605 m Höhe. Die ansonsten felsige Küstenlinie der Insel verfügt rundherum über zahlreiche Buchten mit Sandstränden.

## Bevölkerung

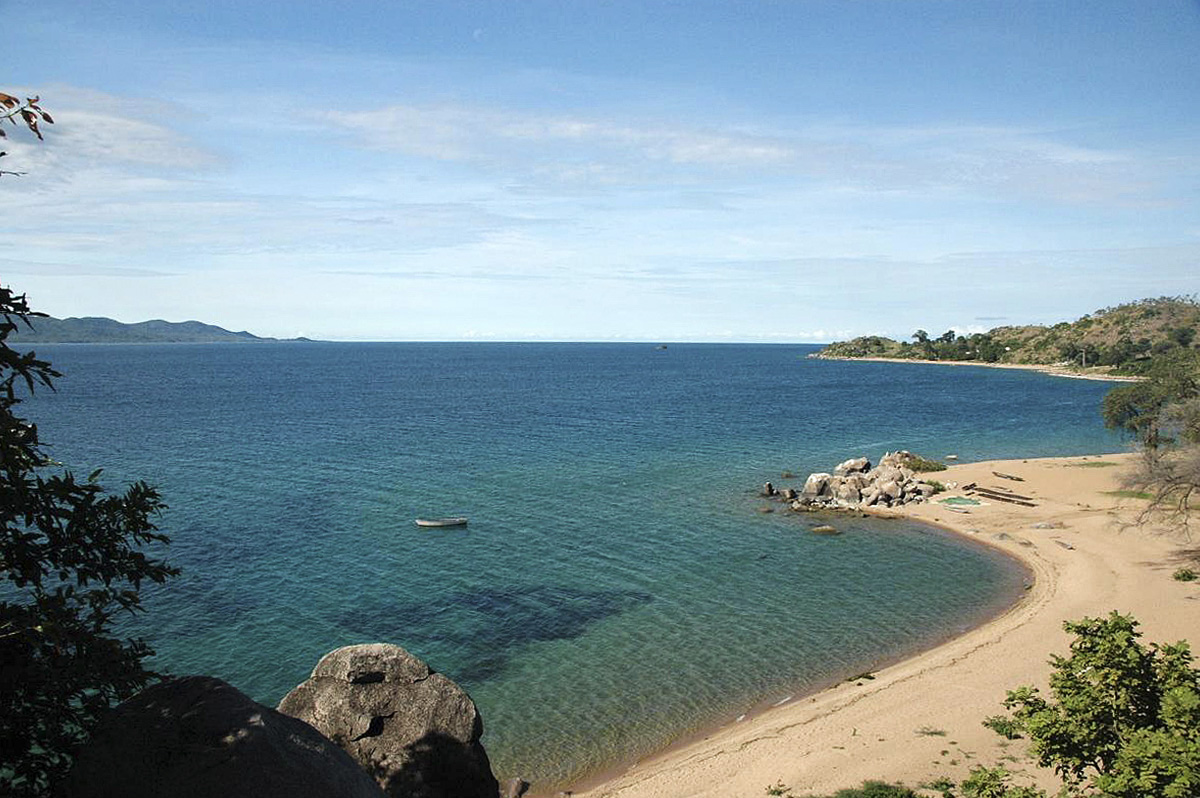
Bucht von Chiponde im Südwesten der Insel

Likoma hat derzeit etwas mehr als 7000 Einwohner (2009), die sich auf rund ein Dutzend Dörfer verteilen.
Die Bevölkerung setzt sich ethnisch zu 75 % aus Nyanja, 10 % Chewa und zu 10 % aus Tonga zusammen. Die restlichen 5 % stammen aus anderen ethnischen Gruppen. Die Tonga sind hauptsächlich in zwei Dörfern im südlichen Teil der Insel zu finden, wogegen die anderen Volksgruppen mehrheitlich um die Handelszentren der Insel herum gesiedelt haben.
Als Sprache wird meist Nyanja verwendet. Andere Sprachen wie Cobue und Tonga kommen vermehrt auf der Nachbarinsel Chizumulu vor. 99 % der Bevölkerung sind Christen und gehören vorwiegend der Anglikanischen Kirche an, die 1903 auf der Insel ihre erste Mission eröffnete.

## Landwirtschaft und Lebensmittelversorgung
Ein Teil der Bevölkerung lebt von der Landwirtschaft und versorgt die Insel mit Cassava und Mais. Ein anderer Teil lebt vom Fischfang. Der Fisch wird teilweise nach Mosambik oder Malawi verkauft. Baobabs und Mangos decken einen weiteren Teil der Nahrungsversorgung ab.
Da aber die Anzahl der Familien, die keine eigenen Nahrungsmittel anbauen, auf Likoma höher ist als im übrigen Land, kann sich die Bevölkerung nicht selbst versorgen und benötigt Lebensmittel von Malawi und Mosambik. Wenn die Lebensmittelpreise steigen, führt dies zu Versorgungsproblemen auf der Insel.

## Natur und Landschaft
Die Insel war ursprünglich ganz bewaldet, doch hat der Bedarf an menschlichem Lebensraum dem Wald über die Jahre sehr zugesetzt. Der nordöstliche Zipfel des Eilandes verfügt noch über Reste dieses ursprünglichen Waldes. Dieser Wald, als Makungwa Village Forest Area bekannt, wurde mittlerweile unter Schutz gestellt und der Cluny Wildlife Trust, eine NGO, hat sich zum Ziel gesetzt diesen natürlichen Lebensraum zu erhalten. 2007/2008, in der Regenzeit, wurden dafür 16.000 Setzlinge gepflanzt.

## Infrastruktur

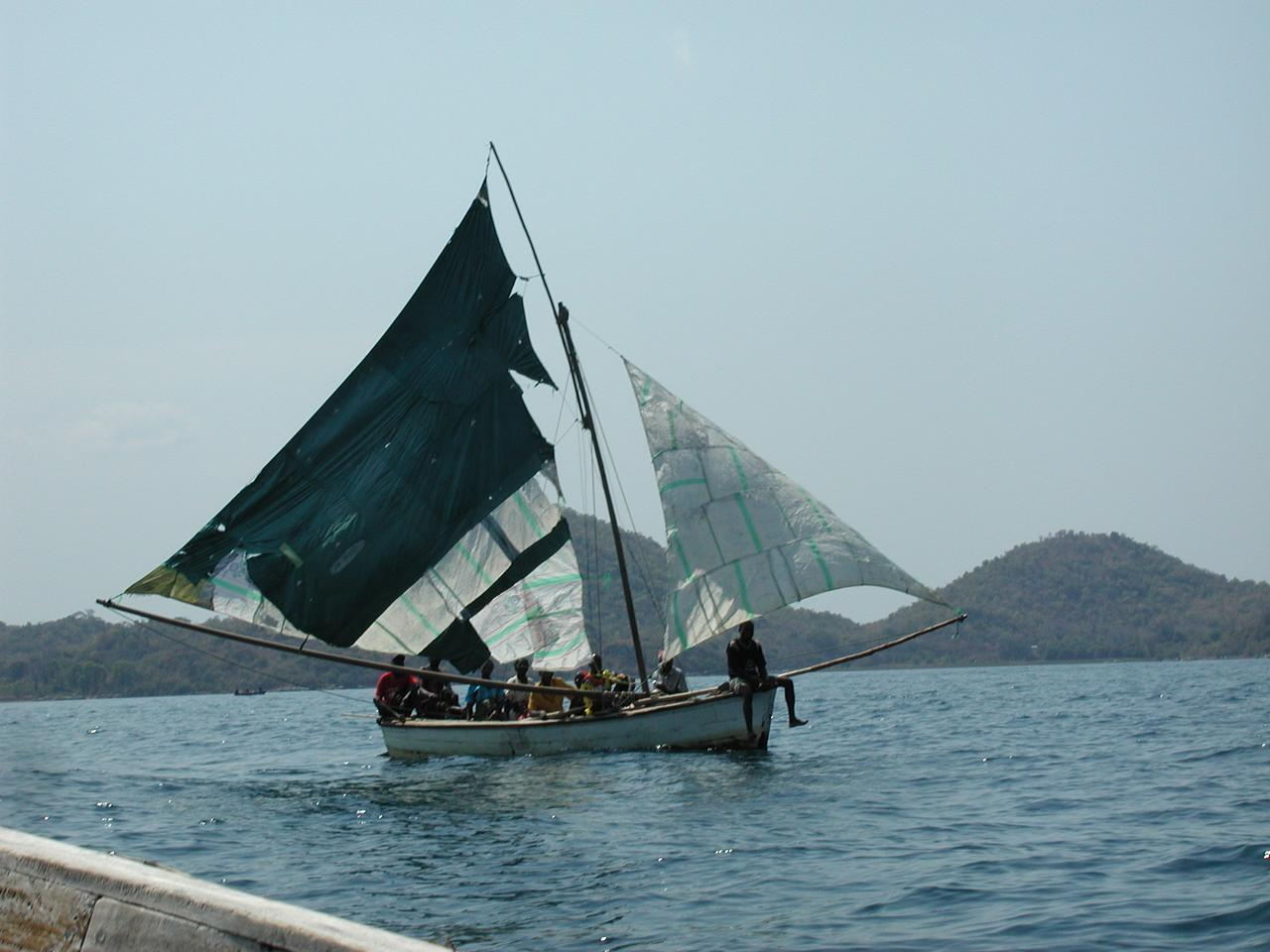
Einheimische mit Boot

Die Insel ist nur über Wasser oder aus der Luft zu erreichen. Zweimal die Woche kommt der betagt aussehende Dampfer Ilala der Malawi Lake Services vorbei, versorgt die Insel mit allem Nötigen und transportiert Passagiere und Fahrzeuge von und nach Malawi und Tansania. Die Insel verfügt über ein kleines nicht asphaltiertes Straßennetz, wobei die Hauptstraße einmal quer durch die Insel von Nord nach Süd verläuft. Über die angelegte Flugpiste bindet Nyasa Express die Insel an das Festland an. Für die Anbindung nach Mosambik stellen Einheimische ihre täglichen Dienste mit ihren kleinen Booten zur Verfügung. Von Ulisa im Westen der Insel aus verkehren Boote zur Nachbarinsel Chizumulu.

## Wirtschaft
Wirtschaftlich hat Likoma außer Tourismus nichts zu bieten. Es gibt einige wenige Lodges für Rucksacktouristen und für Urlauber mit Ansprüchen an mittleren Standards. Die Distriktverwaltung und die malawische Regierung versuchen die beiden Inseln für den Tourismus zu entwickeln.
Das Ministerium für Tourismus, Wildtiere and Kultur schätzt das Potential an Besuchern auf rund eine halbe Million pro Jahr in den nächsten Jahren für Malawi. Aus diesem Potential könnten sich die Touristen für die beiden Inseln aus 40 % Einheimischen, 35 % aus Südafrika, Mosambik und Tansania und 25 % aus dem Rest der Welt zusammensetzen.